# محمود إمام
محمود إمام كاتب وروائي مصري وُلد بمحافظة القاهرةـ وتخصّص في كتابة أدب الرعب، والفنتازيا. حوّلت بعض أعماله إلى عروض مسرحيّة، كما تحوّلت روايته بعنوان «حنين زائف» إلى فيلم سينمائيّ، واختارته ساقية عبد المنعم الصاوي بالقاهرة ضمن أفضل 50 كاتب شاب عامي 2014 و2015.

## مؤلفاته
ألف محمود إمام العديد من المؤلفات التي تنوعت ما بين الروايات، والمقالات الساخرة، ومنها:
- المنكود (رواية): صدرت عام 2014 عن دار الحلم للنشر والتوزيع بالقاهرة.[2]
- السرب (رواية): صدرت عام 2015 عن دار نون للنشر والتوزيع بالقاهرة.[3]
- الجلسة التاسعة (رواية): صدرت عام 2015 عن دار السراج للنشر والتوزيع بالقاهرة، وتمّ تحويلها في نفس العام إلى عمل مسرحيّ.[4]
- حنين زائف (رواية): صدرت عام 2016 عن دار سما للنشر والتوزيع بالقاهرة، وتمّ تحويلها إلى عمل مسرحي، ثم تحولت إلى فيلم سينمائيّ.[5][6][7]
- شمس بين الضباب (خبايا جمهورية يناير): صدر عام 2016 عن دار الفؤاد للنشر والتوزيع بالقاهرة.[8]
- العودة (رواية): صدرت عام 2018 عن دار السراج للنشر والتوزيع بالقاهرة.[9]
- كفر الهلع (رواية): صدرت عام 2018 عن دار سما للنشر والتوزيع بالقاهرة.[10]
- زوار القصر (رواية): صدرت عام 2019 عن دار ديير للنشر والتوزيع بالقاهرة.[11][12]
- العائد من القبر (رواية): صدرت عام 2019 عن دار ديير للنشر والتوزيع بالقاهرة.[13]
- في ضيافة اّكلى اللحم (رواية): صدرت عام 2019 عن دار سما للنشر والتوزيع بالقاهرة.[14]
- الغوري والزنكلوني (رواية): صدرت عام 2019 عن دار الفؤاد للنشر والتوزيع بالقاهرة.[15]
- كيف تنسى حبيبك في 6 دقائق: صدرت عن دار السراج للنشر والتوزيع بالقاهرة.[16]
- 2066 نقطة الصفر (رواية): صدرت عام 2020 عن دار ديير للنشر والتوزيع بالقاهرة.[17][18]

## الجوائز
حظي محمود إمام بتكريم العديد من الجهات، وحصل على عدد من الجوائز الأدبيّة المحليّة، ومن أهمها:
- المركز الكاثوليكى للسينما عن أعماله الروائية.